# Solina (Tuzla, BiH)
Solina je naselje u Gradu Tuzli. Starinsko je naselje smješteno sjeverno od naselja Tuzle. U novije vrijeme postupno je sraslo s gradom.
Zabilježeno je još u srednjem vijeku. Tada je bilo malo izdvojeno naselje u blizini srednjovjekovnog naselja Soli postoje tada i manja izdvojena naselja, dosta povezano s njime. Ista takva naselja izdvojena od Soli su Tušanj, Vrapče, Pločnik, Dragodol i Kalebić. 
U Pločniku su je 1587. posjede imao Husein, unuk Turali-bega.
U Vrapču su se našla neka zemljišta koja su bila dio Turali-begova vakufa.